# 大妻茂澄
大妻 茂澄（おおつま しげすみ、1890年（明治23年）4月18日 - 1978年（昭和53年）4月21日）は、大日本帝国陸軍軍人。最終階級は陸軍少将。

## 経歴
1890年（明治23年）に高知県で生まれた。陸軍士官学校第22期、陸軍大学校第32期卒業。1934年（昭和9年）8月1日に陸軍砲兵大佐に進級し、野砲兵25連隊長に就任した。
1939年（昭和13年）5月15日に澎湖島要塞司令官に就任し、7月15日に陸軍少将に進級した。1939年（昭和14年）3月9日に待命、3月22日に予備役に編入された。
1947年（昭和22年）11月28日、公職追放仮指定を受けた。

## 栄典
勲章等
- 1940年（昭和15年）8月15日 - 紀元二千六百年祝典記念章[5]